# Radio queertunes
Das Veranstaltungsradio Radio queertunes (bis 2007 CSD Radio) wird jährlich im Monat vor dem Christopher Street Day (CSD) zu dessen Promotion in Zürich von einem gemeinnützigen Verein produziert. Es wird auf UKW, im Kabelnetz und im Internet verbreitet. Der schwullesbische Radiosender erreicht so potentiell fast eine Million Schweizer. Das Programm wird durchgehend von ehrenamtlich wirkenden Menschen realisiert und durch Werbung und Spenden finanziert.
Radio queertunes ist einer der wenigen schwullesbischen deutschsprachigen Radiosender, die über UKW verbreitet werden. Auf der gleichen, temporär nutzbaren Frequenz (104,1 MHz) wird jeweils im Juli/August das Radio Street Parade ausgestrahlt. Andere Veranstaltungsradios gibt es aufgrund der Frequenzknappheit in der Schweiz nicht.

## Geschichte
Erstmals war der Radiosender 2002 und 2003 zu hören. 2004 konnte der aufwendige Betrieb aus finanziellen Gründen nicht aufgenommen werden. 2005 hatte das Programm täglich rund 20'000 Zuhörer. Übertragen wurde das Radio aus dem Café Mo im Kreis 4.
2006, vom 13. Mai bis zum 11. Juni, sendete das CSD Radio auf der UKW-Frequenz 90,1 MHz (Stadt Zürich und Umgebung) sowie über diverse Kabelnetze und im Internet. Aus der Giessereihalle im Puls 5 erfolgte die Übertragung aus einem Wohnwagen; in einem Loungebereich konnte das Programm live mitverfolgt werden.
2007, vom 15. Mai bis zum 3. Juni, ging das CSD Radio aus seinem Sendewagen an der Pearl Bar in Zürich auf Sendung. Er war über UKW, die Kabelnetze der Schweiz und auch übers Internet erreichbar. Die Zuhörerzahlen steigen seit Beginn des CSD Radio stetig. Erstmals in diesem Jahr schaffte es das Team, während des Umzuges live aus dem fahrenden Sendewagen zu senden. Auch eine Premiere hatten die Reden zu Beginn der Parade, wie z. B. von Klaus Wowereit, die ebenfalls Live übertragen werden konnten.
Vom 17. Mai bis zum 1. Juni 2008 sendete das Veranstaltungsradio wiederum, neu unter dem neuen Namen Radio queertunes und mit neuem Auftritt. Das Radio war empfangbar über die UKW-Frequenz 96,9 MHz, über das Internet und das Schweizer Kabelnetz. Ein festes Sendestudio fand seinen Platz in der Daniel H. Bar in Zürich, nur unweit vom Helvetiaplatz, wo die Eröffnungsveranstaltung des Christopher Street Day stattfand. Es war das Jahr des schwullesbischen Sports, anlässlich der Olympischen Sommerspiele in Peking, was das Programm mitgestaltete.